# Nieder-Wiesen
Nieder-Wiesen é um município da Alemanha localizado no distrito (Kreis ou Landkreis) de Alzey-Worms, na associação municipal de Verbandsgemeinde Alzey-Land, no estado da Renânia-Palatinado.